# Christine Delaroche
Christine Delaroche, geboren Christine Palle, (Parijs, 24 mei 1944) is een Frans actrice.